# Pyrenopsis haemaleella
Pyrenopsis haemaleella är en lavart som först beskrevs av William Nylander och som fick sitt nu gällande namn av Olof Gotthard Blomberg och Karl Bror Jakob Forssell. 
Pyrenopsis haemaleella ingår i släktet Pyrenopsis, och familjen Lichinaceae. Arten är reproducerande i Sverige.